# Earthquake Commission

Logo der Earthquake Commission

Die Earthquake Commission (EQC), (māori: Kōmihana Rūwhenua), früher als Earthquake and War Damage Commission bekannt, ist eine eigenständige neuseeländische Behörde, die per Definition nach dem Crown Entities Act 2004 als Crown Entity bezeichnet wird und als eine Art Versicherung Schäden für Immobilien- und Grundstücksbesitzer finanziell absichert die durch Naturkatastrophen entstanden sind. Der staatliche Fonds aus dem Schadenszahlungen erfolgen können, verfügte im September 2010 über ein Kapital von 5,93 Mrd. NZ$.

## Organisation und Sitz der Behörde
Die EQC besteht aus einem sieben-köpfigen Board (Vorstand), einem Chief Executive (CEO) und drei Managern, jeweils verantwortlich für die Bereiche Finanzen, Versicherung und Forschung. Sie ist dem Verantwortungsbereich des Finanzministers zugeordnet.
Des Weiteren definiert die EQC für sich fünf verschiedene Klassen der Leistungserbringung, die Output Classes:
- Schadensfallbearbeitung
- Forschung
- Schulung und Bildung der Öffentlichkeit
- Versicherungsberatung
- Administration der Versicherungsregularien und des Naturkatastrophenfonds.

Der Hauptsitz der Earthquake Commission befindet sich in dem Majestic Centre in Wellington.

## Arbeitsweise der EQC
Die Versicherung von Haus- und Grundeigentum ist nur für Privatpersonen möglich, Unternehmen und Geschäftstätigkeiten sind davon ausgeschlossen. Versicherungsleistungen erhält, wer für seine Immobilie eine Versicherung bei einer privaten Versicherung abgeschlossen hat. 5 Cent plus GST pro 100 NZ$ Versicherungssumme werden von den Versicherern einbehalten und an die EQC abgeführt. Im Schadensfall bekommt der durch eine Naturkatastrophe Geschädigte bis zu 100.000 NZ$ (plus GST) Entschädigung pro Haus und bis zu 20.000 NZ$ auf die jeweilige Einrichtung des Hauses. Grundstücksschäden werden derzeit noch in unbegrenzter Höhe entschädigt.
Doch nach dem verheerenden Erdbeben in Christchurch im Februar 2011, welches nach ersten Schätzungen den Versicherungen 12 Mrd. US$, rund 16 Mrd. NZ$, kosten sollte, gab es auch recht schnell die ersten Stimmen, dass die Versicherungsbedingungen in der Zukunft sich verändern werden müssen.

## Geschichte
Die Earthquake Commission wurde 1945 über den Earthquake and War Damage Act 1944 als Earthquake and War Damage Commission von der damaligen Regierung Neuseelands gegründet. In den Anfängen sollten mit ihr Schäden, die durch Kriegseinwirkungen und durch Erdbeben entstanden waren, finanziell ausgeglichen werden. Ursache und Auslöser dieser Entscheidung waren die Ereignisse um des bis dahin schwersten erlebten Erdbebens in Neuseeland, dem Hawke’s-Bay-Erdbeben von 1931 und dem japanischen Angriff auf Pearl Harbor im Dezember 1941.
Bis in die 1940er gab es in Neuseeland keine Versicherung, die Schäden, durch Naturkatastrophen verursacht, abdeckte. Das Erdbeben von 1931, welches auch als Napier-Erdbeben in Erinnerung blieb, führte zu der Überlegung eine Versicherung auf Erdbebenschäden einzuführen. Der Angriff auf Pearl Harbor brachte Neuseeland dann aber den Zweiten Weltkrieg näher und die Befürchtung eventuelle Kriegsschäden mangels finanzieller Mittel nicht ausgleichen zu können. Das Konzept für eine Versicherung für Erdbeben wurde auf Kriegsschäden geändert. Als sich die Bedrohungslage angegriffen zu werden 1944 verringerte, entschloss man sich dann schließlich die Earthquake and War Damage Commission einzurichten.
1993 wurde die Earthquake and War Damage Commission mit dem Earthquake Commission Act 1993 in Earthquake Commission umbenannt und neu aufgestellt. Das Gesetz trat mit Wirkung vom 1. Januar 1994 in Kraft. Doch auch heute findet der alte Name der Kommission noch Verwendung, wenn von der Earthquake Commission gesprochen oder geschrieben wird.